# 하만 칸
하만 칸(영어: Haman Karn, 일본어: ハマーン・カーン)은 애니메이션 작품군(群) 《건담 시리즈》 중 우주세기를 무대로 하는 작품에 등장하는 가공의 인물이다. 액시즈 및 네오지온의 실질적인 지도자이다. 《기동전사 Z 건담》 제32화 〈수수께끼의 모빌 슈트〉에서 처음으로 등장했으며, 성우는 사카키바라 요시코가 담당하였다.

## 같이 보기
- 네오지온
- 큐베레이